# Новаторский
Новаторский — упразднённый посёлок в Нижнеингашском районе Красноярского края России. На момент упразднения входил в состав городского поселения Поканаевка. Исключён из учётных данных в 2001 году.

## География
Анклав на территории Тайшетского района Иркутской области, в пределах таёжной лесорастительной зоны, на правом берегу реки Лабазная (приток Поймы), на расстоянии приблизительно 9 километров (по прямой) к северо-востоку от посёлка Поканаевка.
Климат
Климат характеризуется как резко континентальный, с продолжительной морозной малоснежной зимой и коротким жарким летом. Зима продолжается в течение 6-7 месяцев. Абсолютный минимум температуры воздуха составляет −51 °C (по данным метеостанции г. Канска). Продолжительность периода с температурой более 10˚С составляет 100—110 дней. Среднегодовое количество атмосферных осадков составляет 484 мм.